# Javid Imamverdiyev
Javid Imamverdiyev (aserbaidschanisch Cavid Əbdürəhman oğlu İmamverdiyev, türkisch Javid İmamverdiyev, * 8. Januar 1990 in Şəmkir) ist ein aserbaidschanischer Fußballspieler.

## Karriere

### Verein
Imamverdiyev durchlief die Nachwuchsabteilung von Neftçi Baku und wurde 2008 in den Profikader aufgenommen. Nachdem er in der Saison 2009/0 an FK Karvan Yevlax ausgeliehen worden war, übernahm er nach seiner Rückkehr zu Neftçi einen Stammplatz. Er erhörte zu jenem Kader von Neftçi, welches mit drei aufeinanderfolgenden Aserbaidschanischen Meisterschaften in den Spielzeiten 2010/11, 2011/12 und 2012/13 und Pokalsiegen in den Spielzeiten 2012/13 und 2013/14 den Aserbaidschanischen Fußball dominierten. In der Saison 2012/13 gelang ihm zum ersten Mal in seiner Karriere das aserbaidschanische Fußball-Double.
Zur Saison 2014/15 wechselte er in die türkische TFF 1. Lig zum osttürkischen Vertreter Elazığspor. Da er aserbaidschanischer Staatsbürger ist, wird er hier unter einem einheimischen Status spielen und somit keinen regulären Ausländerplatz belegen.

### Nationalmannschaft
Imamverdiyev absolvierte in den Jahren 2010 bis 2012 zwölf Einsätze für die Aserbaidschanische U-21-Nationalmannschaft und begann ab 2013 auch für die Aserbaidschanische Nationalmannschaft aufzulaufen.

## Erfolge
Mit Neftçi Baku
- Aserbaidschanische Meister: 2010/11, 2011/12, 2012/13
- Aserbaidschanischer Pokalsieger: 2012/13, 2013/14